# 石原車站 (京都府)
石原車站（日语：／ Isa eki */?）是一由西日本旅客鐵道（JR西日本）所經營的鐵路車站，位於日本京都府福知山市，是山陰本線沿線的一個無人車站，隸屬於近畿統括本部的管轄範圍。除了山陰本線上原本的列車之外，在某些時段由福知山發車、經過綾部進入舞鶴線的舞鶴線普通列車，也會在本站停靠。

## 車站結構
島式月台1面2線的地面車站。由於沒有轉轍器與絕對信號機被分類為停留所。站舍與月台以跨線天橋連絡。站舍側的月台為2號月台。

### 月台配置
| 月台 | 路線     | 方向 | 目的地                 |
| ---- | -------- | ---- | ---------------------- |
| 1    | 山陰本線 | 上行 | 綾部、西舞鶴、京都方向 |
| 2    | 山陰本線 | 下行 | 福知山、豐岡方向       |

## 使用情況
1日平均上車人次如下表。
| 年度   | 1日平均上車人次 |
| ------ | --------------- |
| 1999年 | 362             |
| 2000年 | 367             |
| 2001年 | 384             |
| 2002年 | 414             |
| 2003年 | 356             |
| 2004年 | 362             |
| 2005年 | 351             |
| 2006年 | 351             |
| 2007年 | 348             |
| 2008年 | 345             |
| 2009年 | 359             |
| 2010年 | 392             |
| 2011年 | 429             |
| 2012年 | 468             |
| 2013年 | 507             |
| 2014年 | 501             |
| 2015年 | 508             |
| 2016年 | 491             |

## 相鄰車站
西日本旅客鐵道
 山陰本線
■快速、■普通
高津－石原－福知山

## 外部連結
- 石原｜車站資訊：JR出門網 - 西日本旅客鐵道